# Samsung Galaxy S Advance
A Samsung GT-I9070 Galaxy S Advance egy androidos mobiltelefon (okostelefon), amelyet a Samsung 2012 áprilisában jelentett be. Az Android 2.3.6-os verzióját tartalmazza, de már az Android 4.1.2 is elérhető rá. 
A telefon 1GHz-es Dual Core processzorral, 8 GB belső memóriával, 4 hüvelykes, 480×800 pixeles Super AMOLED kijelzővel, kapacitív érintőkijelzővel, 5 megapixeles kamerával, továbbá egy előre néző 1,3 megapixeles kamerával rendelkezik.

## Processzorok
A Samsung Galaxy S Advance-et jelenleg Dual Core 1GHz-es STE NovaThor U8500 SoC-val (system on a Chip) szerelik, mely az ARM Mali-400 MP GPU-ját használja.

## Memória
A készülékben 768 MB RAM (a 4.1.2-es rendszernél viszont általában csak 625 MB RAM használható a szoftver miatt) és 8 GB belső tárhely kapott helyet. A tárhely microSD-vel akár további 32 GB-tal is bővíthető.

## Képernyő
A Samsung Galaxy S Advance 4 hüvelykes, Gorilla glass (egy speciális repedés- és karcolásmentes anyag) borított Super AMOLED WVGA érintőképernyővel rendelkezik.

## Kritika
A készülék megjelenésekor pozitív értékeléseket kapott a szaksajtó részéről. Elsődlegesen a megnyerő külsőt, szép színekkel dolgozó képernyőt és az erős hardveres teljesítményt emelték ki. A telefon még az Android 2.3.6 verziójával jelent meg, de a 4.1.2 jelű Jelly Bean frissítés telepítése után számos felhasználó visszaeső teljesítményről, akadozásról és nagyon gyakori fagyásokról számolt be. A Galaxy S Advance megjelenése óta ezt az egy frissítést kapta meg és hivatalos információk szerint nem várhatók továbbiak.